# Пластова проба

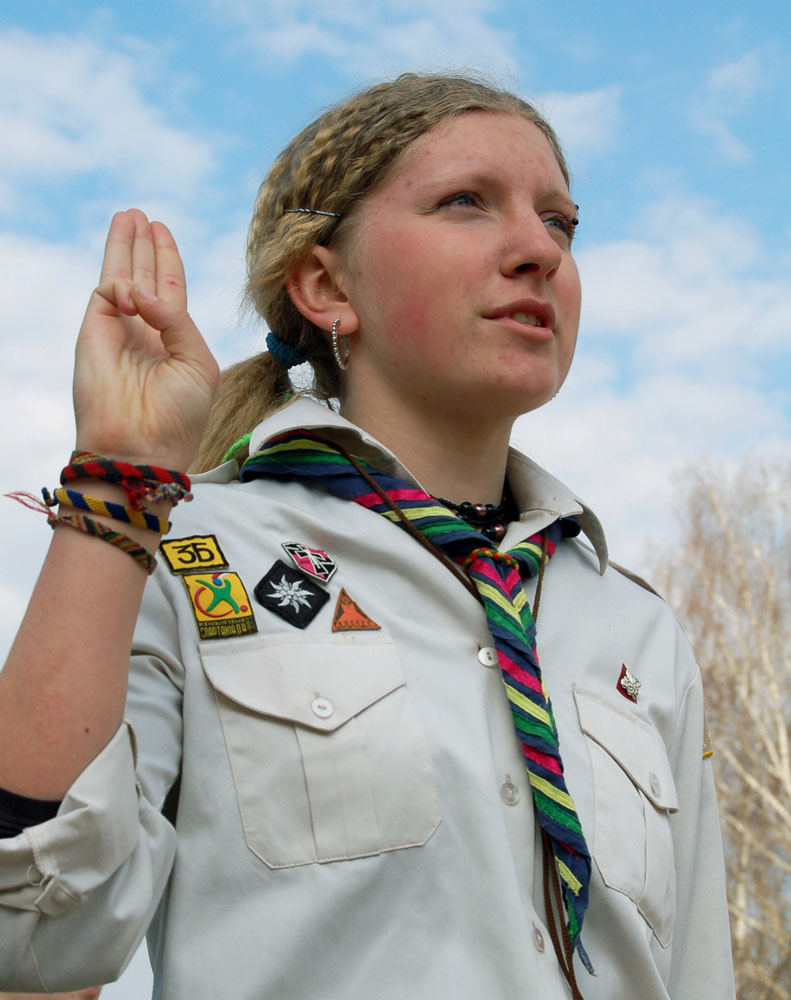
Право «скобувати» чи вітатися скаутським привітом надається усім пластунам, що відповіли Першій пробі та склали Пластову присягу

Пла́стова про́ба — це система пластових та загальних знань, умінь і навичок, осягнення яких веде до розвитку духовних, моральних, розумових, патріотичних, соціальних, фізичних, трудових якостей вихованців, збагачує їхню естетичну та екологічну культуру, допомагає формувати характер згідно з Пластовим Законом.

## Принцип
Перебуваючи в новацтві та юнацтві, пластуни та пластунки проходять ряд етапів. Завершення кожного етапу свідчить про те, що пластун здійснив ще один крок на шляху до самовдосконалення, і таким чином може приступати до осягнення наступного етапу. Після завершення етапу пластунові чи пластунці присвоється відповідний пластовий ступінь, який відображається відзнакою ступеня на пластовому однострої.
Вимоги кожного етапу є пристосовані до конкретного віку та передбачають виконання певних завдань чи освоєння певних знань, необхідних пластунові у його посвякденні пластуванні. Перелік цих завдань є чітко окреслений та викладений у вимогах проби.
Пластові проби — це певна кількість завдань, що їх пластун чи пластунка має виконати. В означеному часі юнак має підтвердити в умовах реального життя зусиллям і працею, пережиттям і знанням, що він повністю засвоїв встановлений для нього виховний матеріал та вільно володіє прикметами й вмілостями, котрі відповідають виховній програмі його віку.

## Новацькі проби (6-11 рр.)
В Уладі Пластового Новацтва є п'ять проб:
- І-ша на ступінь новака/новачки — орля;
- ІІ-га на ступінь новака/новачки — сильного орляти;
- ІІІ-я на ступінь новака/новачки — красного орляти;
- IV-а на ступінь новака/новачки — обережного орляти;
- V-а на ступінь новака/новачки — бистрого орляти.

Коли новак складає першу пробу, тоді складає Новацьку обіцянку і отримує новацьку відзнаку, яку носить на береті та над лівою кишенею сорочки.

## Юнацькі проби (11-18 рр.)

Відзнаки пластунки прихильниці та пластуна прихильника

Відзнаки пластунки учасниці та пластуна учасника

Відзнаки пластунки розвідувачки та пластуна розвідувача

Відзнаки пластунки вірлиці та пластуна скоба

За час перебування в юнацтві пластуни здають такі проби та здобувають такі ступені:
- Ступінь пластуна-прихильника.

Присвоюється через півроку перебування в пластовому гуртку після того, як пластун освоїв Три головні обов'язки пластуна, Пластовий закон та ще ряд базових знань. Свідчить про те, що юнак виказав та підтвердив бажання стати пластуном. Пластуни-прихильники ще не вважаються членами Пласту, а всього лиш кандидатами на членство.
- «Скобине крило» — Перша проба УПЮ (12,5-14,5 років) — ступінь пластуна-учасника.

Пластун-учасник — це особа, що в повній мірі відповіла вимогам першої пластової проби: засвоїла пластову ідею та практикує бездоганну пластову поставу, орієнтується в організації Пласту, взяла активну участь у пластових заняттях, навчилась життю в природі, вміє дати собі раду у повсякденному житті, займається своїм тіловихованням та здобула 6 пластових вмілостей, що відповідають даному етапу.
Після здачі першої проби юнаки складають Пластову присягу, і таким чином стають дійсними членами організації.
- «Скобиний хват» — Друга проба УПЮ (14-16 років) — ступінь пластуна-розвідувача.

Своїми вимогами друга проба загалом нагадує першу пробу, проте вона вимагає від пластуна значно глибших теоретичних знань та проявлення поведінки провідника. Ступінь розвідувача засвідчує, що пластун досконало володіє ідейними засадами Пласту, неодноразово взяв участь в організації різномантіних пластових акцій, вміє самостійно давати собі раду як в повсякденному житті, так і в природі.
Пластун-розвідувач — це особа, що в повній мірі зна
йома із засадами пластування та може розпочинати самостійно готувати та реалізовувати проекти з тим, щоб підготувати себе до виконання в майбутньому функцій провідника.
- «Скобиний лет» — Третя проба УПЮ (16-18 років)— ступінь пластуна-скоба (пластунки-вірлиці).

Ця проба не містить жодних конкретних вимог, які слід виконати. Натомість пластун має зреалізувати 9 тематичних проектів, результатом котрих буде позитивний ефект для Пласту чи суспільства.
Третя проба — засіб реалізації мети Пласту з підготовки свідомих, відповідальних і повновартісних громадян, провідників суспільства.
Крім згаданих проб в УПЮ існує почесний ступінь гетьманського пластуна скоба (гетьманської пластунки вірлиці). Ступінь гетьманського пластуна-скоба не здобувається юнаком чи юначкою, а може бути наданий за ініціативою виховника. Цей ступінь надається за винятково взірцеву працю та поставу. Передумовами для отримання цього ступеня є:
1. Щонайменше 6 місяців бездоганного пластування після здобуття ступеня скоба (вірлиці)
2. Займав(ла) провідні посади в Пласті
3. Виказав(ла) провідницький хист
4. Здобув(ла) щонайменше 20 відзначок пластових вмілостей
5. Своїм особистим і громадським життям, пластовою поставою та характером дасть підставу пластовому проводу для переконання, що як гетьманський пластун-скоб (гетьманська пластунка-вірлиця) принесе честь і добру славу українському Пласту, житиме строго за пластовим законом і працюватиме для добра Пласту й українського народу.